# Tage Erlander - makten och sanningen
Tage Erlander - makten och sanningen är en svensk dokumentärserie från 2020. Serien är regisserad av Göran Ellung som också skrivit seriens manus. Serien består av två avsnitt och hade premiär på SVT play den 12 april 2020 och på SVT1 den 23 april 2020.

## Handling
Dokumentärserien handlar om Sveriges före detta statsminister Tage Erlander. Efter 23 år på posten har få präglat Sveriges efterkrigshistoria som han gjort. Från hans privata dagböcker framgick att han ofta tvivlade på sig själv. I dagböckerna framkommer ibland en annan bild av människor och skeenden än den han framförde offentligt.

## Medverkande
- Ingvar Carlsson
- Dick Harrison
- Olof Ruin
- Anita Gradin
- Gunnel Erlander
- Jan Guillou